# エミール・テオドール・コッハー
エミール・テオドール・コッハー（Emil Theodor Kocher、1841年8月25日-1917年7月27日）はスイスの外科学者。1909年にノーベル生理学・医学賞を受賞した。
スイスのベルンで生まれる。父親は技術者であった。ベルン大学で医学を学び、1863年に卒業。1865年に博士号取得。ベルリン、パリ、ウィーンで外科学を修める。ウィーン大学では内臓外科学の世界第一人者テオドール・ビルロートに付く。1872年から1911年までベルン大学外科学教授を務める。

## 業績

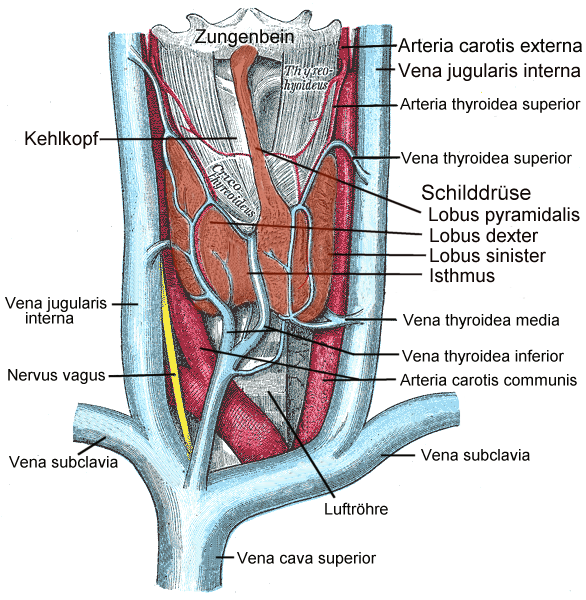
甲状腺（茶色）と周囲の組織 男性であれば喉仏と鎖骨の間に位置する。図上端は舌骨、そのすぐ舌に図では分かりにくいが甲状軟骨（喉仏）がある。甲状腺のすぐ上に灰色の筋で描かれた上下に延びる筋肉が甲状舌骨筋、甲状腺の左右に上下に延びる空色の管は内頚静脈、赤い管が総頚動脈

コッハーの業績は1870年に発表した肩甲関節の治療に関する論文発表に始まる。同時期に内分泌器官である甲状腺におこる腫瘍について研究を開始。まず解剖から入り、ついで生理、病理にテーマを広げていき、治療法の開発に進んだ。1876年に最初の全切除に成功、1883年には全切除によってクレチン病の発症に至ることを報告した。
甲状腺は周囲に血管や気管が密集し、これまでは手術が困難とされてきた。甲状腺は右葉と左葉からなる。高さ4 - 8cm、幅2 - 4cm、厚さ1.5 - 2.5cmに広がる。問題なのは、甲状腺が気管をくるみ込むように広がり、食道にも接していることだ。両脇には頸動脈が走り、甲状腺を覆うように胸骨甲状筋や胸骨下骨筋、肩甲下骨筋が縦横に伸びる。
1880年には「閉鎖創傷について」と題した著書を出版した。1882年には「外科手術学」を著す。その後、内反足の原因を究明し、治療法を研究する。急性骨髄炎、銃創の防腐処理、胆道疾患の治療、脳脊髄生理についても探った。舌切除、腰部関節と手首の関節について術式を開発した。
最初のテーマだった肩甲関節の整復術についても研究を続けた。彼の手法は現在でもコッヘル法と呼ばれ、肩関節脱臼の基本的な整復術として多用されている。さらに最初期の人工肛門手術に成功。1909年にノーベル生理学・医学賞を受賞。
その後、ジョゼフ・リスターの無菌手術法をスイスに導入した。またコッハーは甲状腺手術の術式改良を推し進める。1912年には甲状腺だけで5000例に達し、安全な術式の確立に成功する。従来は甲状腺手術の死亡率が18%もあったが、これを0.5%まで下げた。
コッハーは天才肌の外科医ではなかった。手術に要する時間が特に短いということもなく、手先の動きも遅かったという。その代わり、非常に慎重に手術を進めるという評判が高かった。術式の研究とあわせ、外科医が用いる器具の改良にもいそしんだ。鋸歯状で、先端に鉤が付いたコッヘル鉗子（単にコッヘルとも呼ばれる）はまさに現代の手術でも多用されている。さらに、ゾンデも開発した。
1967年にはスイスの郵便切手に肖像画が採用されている。